# Gerascofobia
La gerascofobia (γέρων – geron , que significa hombre viejo y φόβος – phobos , que significa miedo) o gerontofobia es el miedo a envejecer. Consiste en un temor irracional que afecta a la calidad de vida de quien la padece, provocando que la persona sufra de ansiedad. 

## Síntomas
Las personas que padecen este trastorno sufren con los cambios en su aspecto debido a la vejez. Estos cambios no solo son los referentes al aspecto físico, si no a los que se producen como consecuencia del paso de los años, como puede ser depender de los demás, la pérdida de movilidad, la posibilidad de ser llevado a una residencia, los cambios en su apariencia o el gradual empeoramiento del estado de salud.

## Causas
La Gerascofobia empieza a desarrollarse a mediados de los treinta años de esas, cuando empiezan las primeras señales como las arrugas. Hay determinados factores externos, como los que se muestran en los medios de comunicación, o el valor cultural de la juventud, los causantes de una serie de creencias irracionales respecto a la vejez.
También es posible que algún hecho traumático del pasado, sea el desencadenante de este trastorno.
El miedo a estar indefenso los últimos años de la vida del sujeto, también es un factor a tener en cuenta.

## Tratamiento
La terapia cognitivo-conductual, la desensibilización afectiva o la programación neurolingüística (PNL) han demostrado ser eficaces en la superación de este tipo de trastorno u otros similares.